# Quinta Grande
Quinta Grande es una freguesia del municipio de Câmara de Lobos, en Portugal.
Tiene un área de 4,57 km² y 2345 hab.
Tiene una entrada que une a Calheta de Funchal y Machico.
La principal actividad es la agricultura. Tiene montañas al norte y al sur el Océano Atlántico. 
Quinta Grande tiene una escuela, liceo, campo deportivo, plaza e iglesia.

## Puntos de interés
- Estreito do Câmara de Lobos
- Campanario